# Polistes extraneus
Polistes extraneus är en getingart som beskrevs av Kirby 1883. Polistes extraneus ingår i släktet pappersgetingar, och familjen getingar. Inga underarter finns listade i Catalogue of Life.